# Tunnel du Vieux-Port de Marseille
Le tunnel Saint-Laurent, ou tunnel du Vieux-Port de Marseille, est situé dans le centre-ville de Marseille.

## Situation et accès
Il est situé près de l'entrée de l'ancien port de commerce de la ville, qui est maintenant port de plaisance. Il permet de relier les rives nord et sud du port et de fait les quartiers nord et sud de la ville. Il est en fait composé de deux tunnels (est et ouest) à deux voies chacun et réservés aux véhicules légers. Sa longueur est de 597 mètres.

## Origine du nom
Il est ainsi nommé car il passe sous le Vieux-Port de Marseille.

## Historique
Dans les années 1960, Marseille connaît déjà d'interminables embouteillages. La municipalité imagine alors la construction d’un tunnel sous le Vieux-Port pour désengorger la circulation.
Les travaux débutent en 1964. Le tunnel est inauguré le 17 décembre 1967.
Il fait partie aujourd'hui d'un axe nord-sud plus important qui permet de traverser la ville et relie par le tunnel Prado-Carénage et le tunnel de la Major :
- au nord à l'autoroute A55 (Autoroute du Littoral)
- au sud à l'autoroute A50 (Autoroute Est)

Le tunnel subit de lourds travaux de rénovation entre 2011 et 2012.